# Gunung Cut (Tangan-Tangan)
Gunung Cut is een bestuurslaag in het regentschap Aceh Barat Daya van de provincie Atjeh, Indonesië. Gunung Cut telt 868 inwoners (volkstelling 2010).